# Wu (reino)
El Reino de Wu fue una Dinastía china perteneciente al periodo de los Tres Reinos (184-283 d. C.). La dinastía Wu fue fundada por Sun Quan, gracias en gran medida a los esfuerzos de su padre, Sun Jian, y de su hermano mayor Sun Ce, quien murió prematuramente.

## Linaje
- Sun Jian (156-192 d. C.) | Oficial Han, descendiente del famoso estratega Sun Tzu y padre del primer emperador de Wu.
- Sun Ce (175-200 d. C.) | Primogénito de Sun Jian. Fue quien conquistó el territorio donde se encontraría la capital del imperio.
- Sun Quan (182-252 d. C.) | Fundador de Wu y primer emperador (222-252), hijo de Sun Jian y hermano pequeño de Sun Ce.
- Sun Liang | Segundo emperador 252-258) e hijo menor de Sun Quan.
- Sun Xiu | Tercer emperador (258-264) y sexto hijo de Sun Quan.
- Sun Hao | Cuarto y último emperador (264-280), nieto de Sun Quan.

## Historia

### Formación
Para conocer el comienzo del reino de Wu hay que remontarse al padre de Sun Quan, Sun Jian, conocido como el tigre de Jiang Dong. Tras la batalla de la puerta de Hu Lao (191 d. C.), en la cual una coalición de aliados se enfrentaron a las fuerzas de Dong Zhuo por el control de la capital del país, Luoyang, la ciudad quedó reducida a cenizas y Dong Zhuo escapó. Sun Jian, que había participado en la coalición, encontró en un pozo de la ciudad el sello imperial, objeto de enorme valor, y se apoderó de él en secreto.
Un año después, cuando Sun Jian volvió a sus tierras descubrió que habían sido atacadas por Liu Biao en su ausencia, Sun Jian se enfrentó a las fuerzas de Liu Biao, pero murió en combate. El puesto de Sun Jian lo ocuparía su primogénito, Sun Ce, quien más tarde se le conocería como "el pequeño conquistador". Sun Ce tenía tan solo 17 años, y no tenía ninguna tierra propia. Se dirigió hacia la costa este del país con el resto de tropas que le quedaban. Allí intercambió con Yuan Shu el sello imperial que había encontrado su padre por un buen número de tropas. Con este refuerzo Sun Ce conquistó la zona del bajo Yangzi, la zona conocida como "territorio Wu" y la que sería la capital de su territorio, Jian Ye.
En el año 200d. C. Sun Ce murió por enfermedad a la temprana edad de 25 años. Su hermano Sun Quan, de 18 años, ocupó su puesto, gobernando las nuevas tierras. Con el paso del tiempo la fuerza de Sun Quan aumentó, y ocupó la mayor parte de la provincia de Jing y toda la costa sur del país. En el año 221 d. C. Sun Quan fue nombrado rey de Wu por el emperador de Wei, Cao Pi.

### Caída
De los tres reinos, Wu sería el único que perduraría más tiempo, pero también Wu adolecía por encarnizadas disputas por la sucesión tras la muerte de Sun Quan. Primero falleció el primogénito, Sun Deng, y su segundo hijo, Sun He, fue desheredado poco después de ser nombrado "príncipe heredero". En el año 252 d. C. la sucesión al trono tras la muerte de Sun Quan recayó finalmente en su hijo menor Sun Liang. Al ser todavía un niño, Sun Liang fue puesto bajo la tutela de Zhuge Luo, hijo de Zhuge Jin.
Zhuge Luo ganó un tremendo poder dentro de la Corte en los próximos años, pero Sun Jun se disputaba con él la autoridad militar reclamando el derecho de nacimiento. Zhuge Luo fue despojado del poder y asesinado, y Sun Jun se hizo con el poder de a Corte como consejero jefe del Emperador. Sun Jun sucumbió a la enfermedad, y su pariente Sun Chen asumió el papel de consejero de Sun Liang. Sun Liang comenzó a preocuparse por el egoísmo de Sun Chen e intentó deshacerse de él. Sin embargo, sus planes fueron descubiertos y fue obligado a abdicar. El trono pasaría al sexto hijo de Sun Quan, Sun Xiu.
Con Sun Xiu en el trono, el poder de Sun Chen fue incluso mayor y sus abusos fueron incontrolables. Sun Xiu se cansó del egoísmo de Sun Chen e hizo caer sobre él la sospecha de la traición. Tras ser invitado a una ceremonia oficial, Sun Chen fue abordado y asesinado sin miramientos.
Mientras Wu seguía sufriendo luchas internas llegó la noticia de la rendición de Shu ante Wei. El emperador de Wu comenzó a prepararse contra un posible ataque de Wei. Entonces llegaron a Wu noticias de que Sima Yan había usurpado el trono de Wei y lo había remplazado por la dinastía Jin. Mientras el mundo cambiaba rápidamente ante sus ojos, Sun Xiu sucumbió a la enfermedad.
El trono de Wu pasó a uno de los nietos de Sun Quan, Sun Hao. Se creía que Sun Hao era una gran promesa que tenía todas las cualidades de un gran líder, pero tan pronto subió al trono, inició un gobierno de tiranía.
Nadie se atrevió a contradecir a Sun Hao y la familia Sun empezó a perder el cariño del pueblo. Mientras tanto, Lu Kang, hijo del gran estratega de Wu, Lu Xun, consiguió proteger las fronteras del reino, pero no pudo evitar la decadencia interna.
Las atrocidades de Sun Hao llegaron a oídos del emperador de Jin, Sima Yan, quien vio una gran oportunidad para la conquista total del país. Sima Yan puso a Du Yu al mando del ejército y ordenó la invasión por tierra y por agua. El ejército Jin avanzó lentamente sobre la capital de Wu, Jian Ye.
Muchos soldados de Wu se rindieron sin luchar. Finalmente Sun Hao, como hizo Liu Chan antes que él, entregó su territorio. En el año 280 d. C. la dinastía Wu desapareció y el país fue al fin unificado tras un siglo de guerra bajo la dinastía Jin. Este fue el final de los Tres Reinos.